# Lim Kee Chong
Chong Lim Kee, al secolo Alain An Yan Lim Kee Chong (Phoenix, 15 maggio 1960), è un ex arbitro di calcio mauriziano.

## Biografia
Di lontane origini sudcoreane, ha diretto la finale della Coppa delle nazioni africane 1994 e, nello stesso anno, ha arbitrato Brasile-Russia al Campionato mondiale americano, vinta 2-0 dai brasiliani.
È stato selezionato anche per il Campionato mondiale di calcio 1998, arbitrando la partita Romania-Colombia, vinta 1-0 dai rumeni.